# Satsobek
Satsobek (ook Sitsobek of Zatsobek: Dochter van Sobek)  was een faraovrouw uit het einde van de 13e dynastie van Egypte die meerdere koninklijke titels droeg, en wier naam bijgevolg in een cartouche werd geschreven. Deze dynastie leefde in de tweede tussenperiode. Daarin volgde zij mogelijk de koninginnen Ineni en Nehyt op.

Koningin Satsobek is alleen bekend van een scarabeeënzegel dat zich in een private collectie bevindt. Op basis van stijl is deze scarabee dateerbaar als horend onder de 13e dynastie. 
Het is niet geweten wie haar echtgenoot was. De naam wordt als Sasobek geschreven, zonder de vrouwelijke uitgang 't' in Sat (dochter). Dit kan een eenvoudige vergissing zijn, maar het is eveneens mogelijk dat zij een mannelijke naam gebruikte: Sasobek (zoon van de krokodilgod Sobek). Mannelijke namen voor vrouwen blijken in deze periode om één of andere reden courant.

## Titels
Satsobek droeg als koninklijke titels:
- Grote koninklijke vrouwe (hmt-niswt-wrt)
- Khenemetneferhedjet (Zij die zich met de Witte Kroon verenigt) (khnmt-nfr-hdjt)